# Om Mehta
Om Mehta (* 20. Februar 1927 in Kishtwar, Jammu und Kashmir; † 12. Februar 1995) war ein indischer Politiker.
Om Mehta leitete zunächst die Handelskammer in Kishtwar und wurde 1957 und 1959 als Abgeordneter gewählt. 1964 wurde er Abgeordneter im indischen Bundesparlament für die Kongresspartei und übernahm von 1971 bis 1973 das Ministerium für Luftfahrt und Transport, ab 1973 wurde sein Aufgabenbereich auf das Entwicklungsministerium ausgedehnt. Von 1974 bis 1977 war er Innenminister in der Notstandsregierung Indira Gandhis. In seiner Amtszeit wurden verschiedene wichtige Maßnahmen zur Förderung der Infrastruktur des Distrikts Doda eingeleitet, darunter zur Strom- und Wasserversorgung und zur Straßenanbindung. 